# Camden Town
Pour la station de métro, voir Camden Town (métro de Londres).
Pour les articles homonymes, voir Camden.
Camden Town est un quartier londonien du district de Camden.
Camden Town est réputé pour ses nombreux marchés aux puces et comme étant un haut-lieu des cultures dites « alternatives », telles que les cultures punks, gothiques, skinheads rock'n'roll, disco ou encore altermondialistes. La population y est relativement jeune, principalement étudiante.

## Situation
Les marchés de Camden Town sont regroupés dans ce qu'on appelle Camden market, lui-même composé de cinq différents « quartiers » ayant chacun ses spécialités. Le musée juif de Londres se trouve dans ce quartier.

## Histoire
Camden Town est nommé d’après Charles Pratt, premier comte de Camden, qui tenait son titre de Camden Place, sa maison près de Chislehurst dans le Kent (et aujourd'hui aussi à Londres, dans le borough de Bromley). Il acquit le manoir de Kentish Town  par mariage, et en 1791 il commença à donner des maisons en location qu'il venait de faire construire. La rue Pratt Street dans le quartier est aussi nommée d'après lui. En 1816, le Regent's Canal fut construit dans le quartier, permettant ainsi son développement.
Au début du XXIe siècle, le quartier subit trois incendies importants en 2008, 2014 et 2017.

## Transports
Les trois stations de métro Camden Town, Chalk Farm et Mornington Crescent, et une gare sur le London Overground, Camden Road, desservent le quartier. Il y a aussi quelques lignes d'autobus.

## Galerie de photos

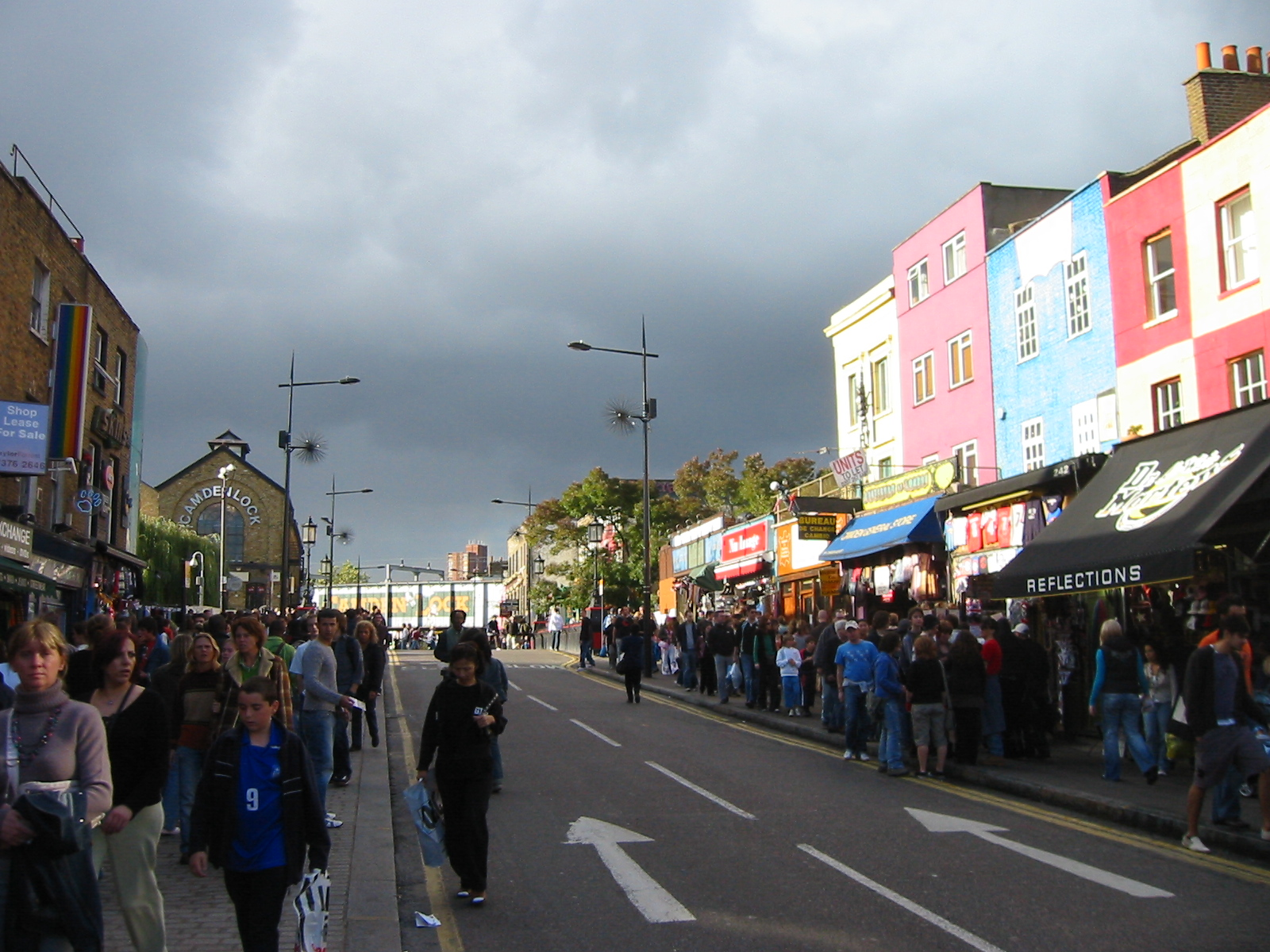
Boutiques de Chalk Farm Road, à Camden Town
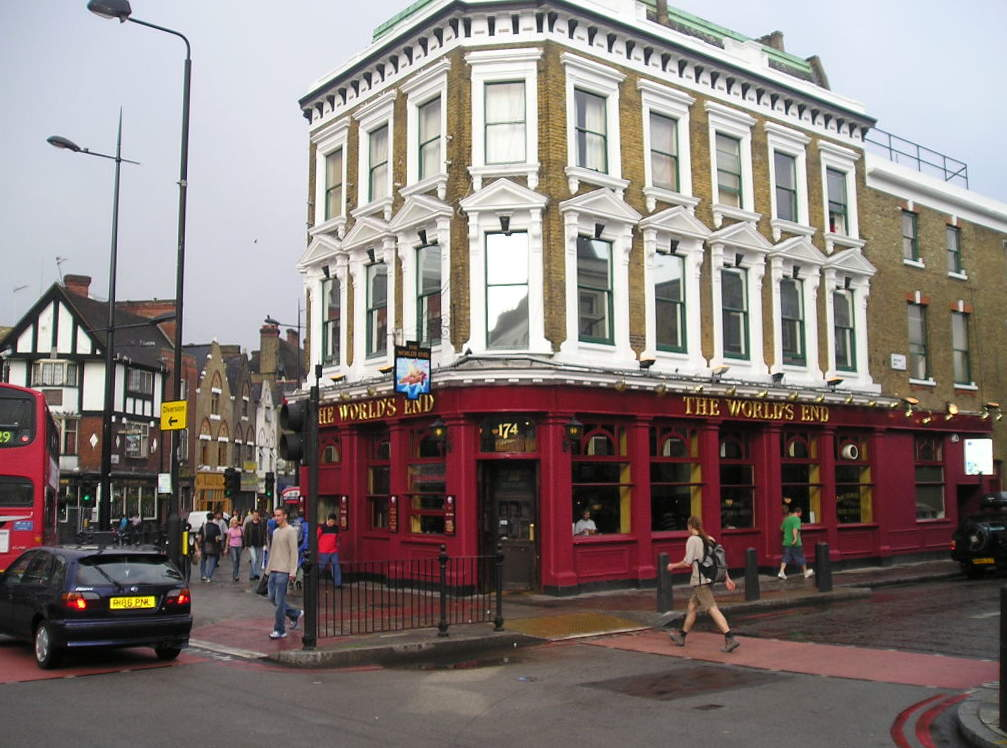
Un pub de Camden Town
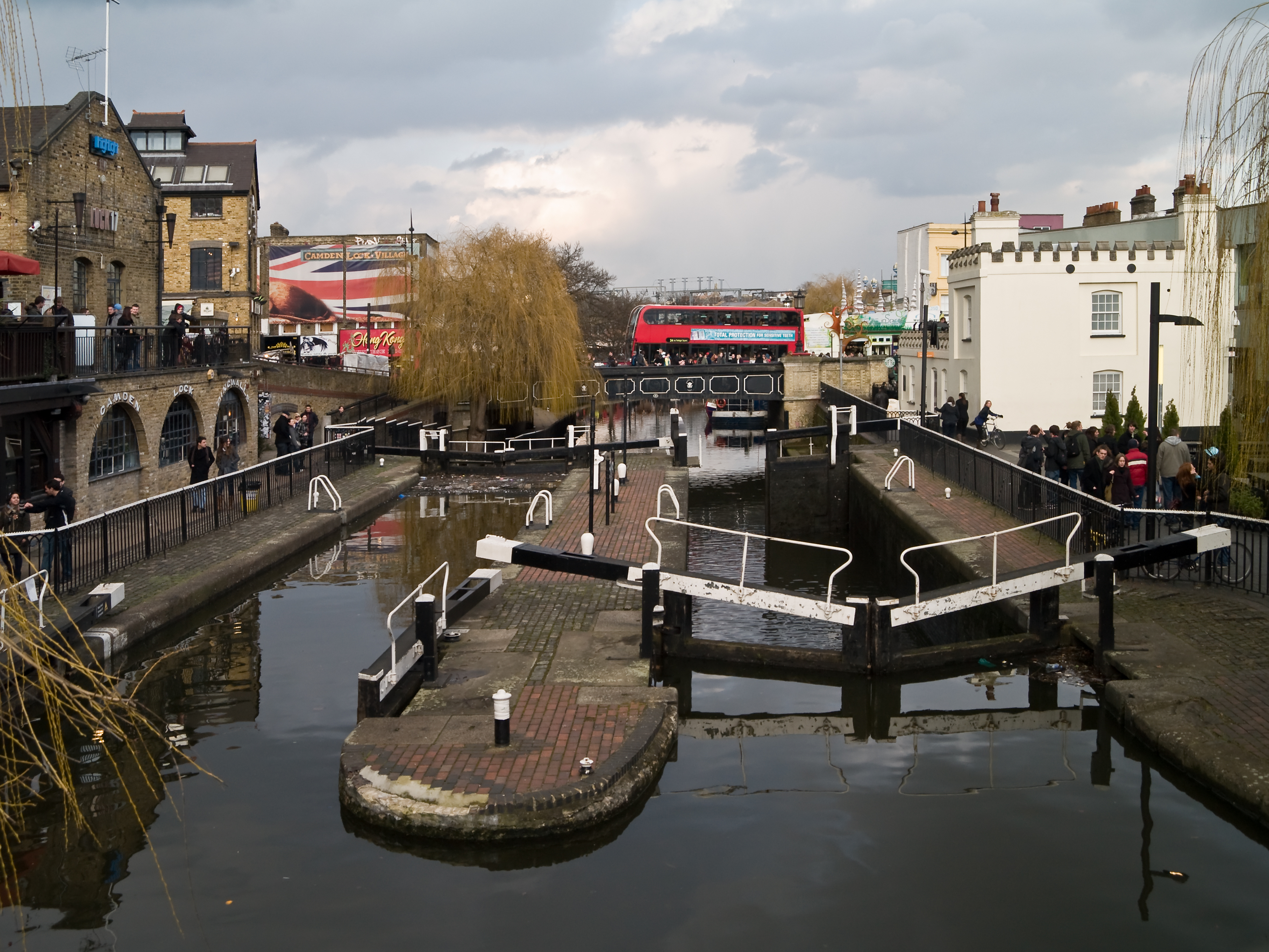
L'écluse de Camden (Camden Lock) sur le Regent's Canal
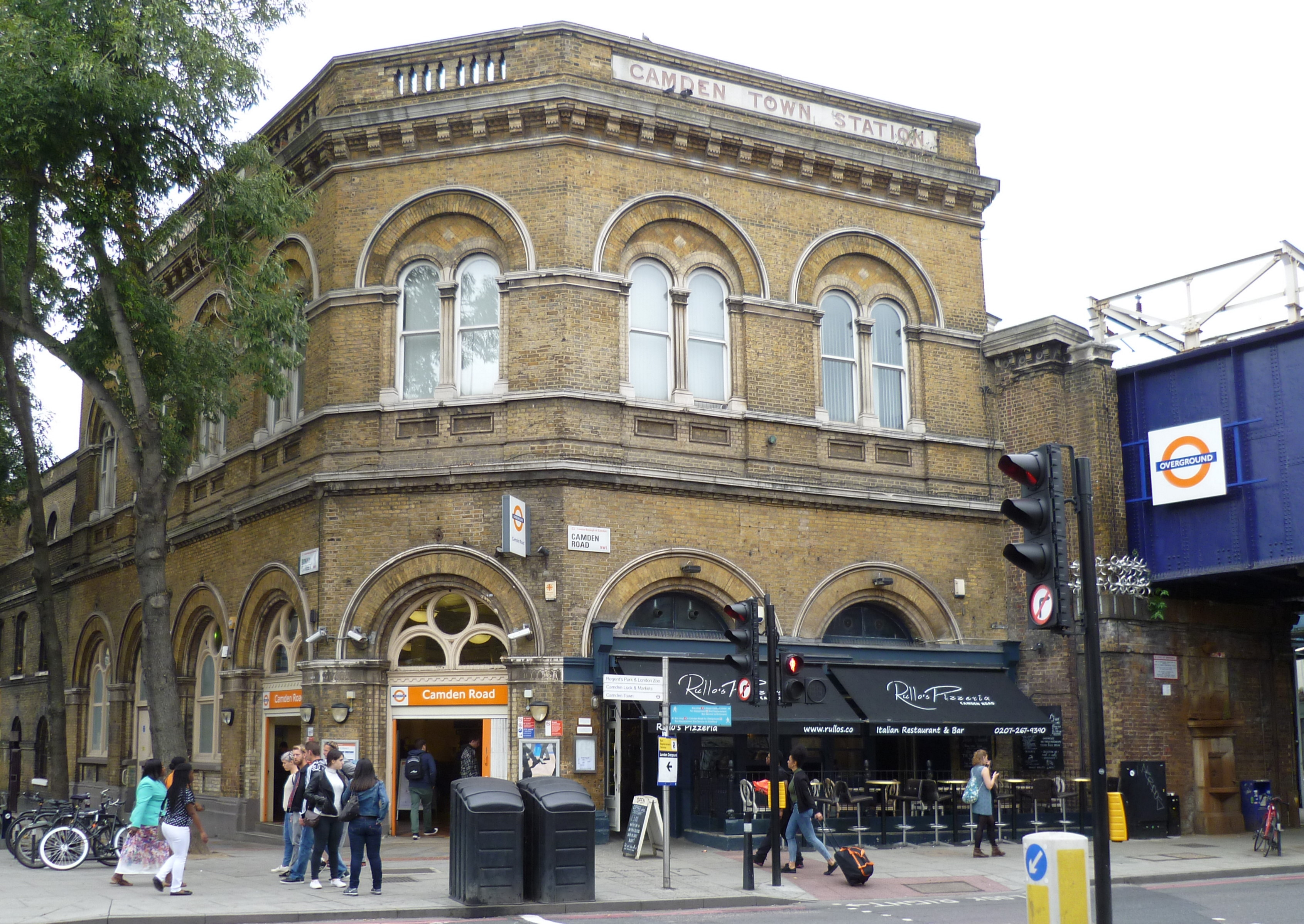
Entrée de la gare Camden Road
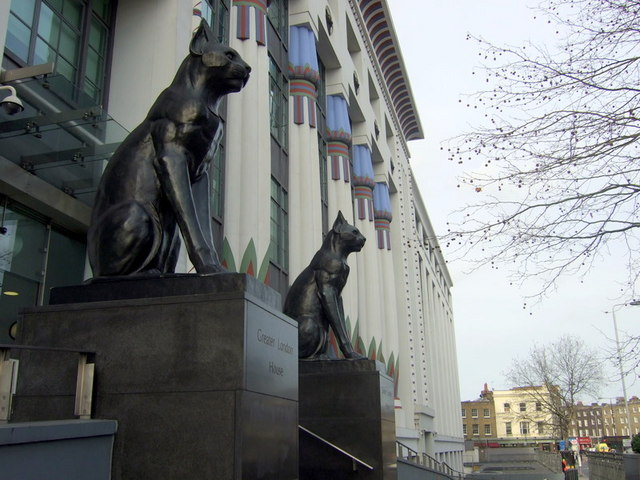
La Carreras Cigarette Factory.

## Personnalités associées avec Camden Town
- L'écrivain Charles Dickens habitait à Bayham Street en 1822. Plus tard, il habitait au No 112 College Place, avec Elizabeth Roylance, une amie, que Dickens immortalisa comme « Mrs Pipchin », dans son œuvre Dombey et Fils.
- Le boxeur Tom Sayers y habitait et mourut, au No 257 Camden High Street, en 1865. Il y a une plaque sur la maison.
- Le physicien, mathématicien et ingénieur Oliver Heaviside y naît.
- Le peintre Walter Sickert y habitait et travaillait, à Mornington Crescent, au sein du Camden Town Group.
- Le poète Dylan Thomas avait une propriété au No 54 Delancey Street de 1951 jusqu'à sa mort deux ans plus tard. Il y a une plaque sur la maison.
- L'écrivaine Beryl Bainbridge y habitait, à Albert Street, des années 1960 jusqu'à sa mort en 2010.
- La chanteuse Amy Winehouse y habitait, d'abord à Prowse Place et puis à Camden Square, où elle fut trouvée morte en juillet 2011.
- L'acteur Anthony Stewart Head y est né en 1954.
- L’acteur Freddie Highmore y est né en 1992.